# Поусье
Поу́сье (бел. Паву́ссе) — деревня в составе Демидовичского сельсовета Дзержинского района Минской области Беларуси. 

## География
Деревня расположена в 16 километрах от Дзержинска, 57 километрах от Минска и 18 километрах от железнодорожной станции Койданово. 

### Гидрография
Деревня расположена на реке Усса (приток Немана), от которой и получила своё название.

## История

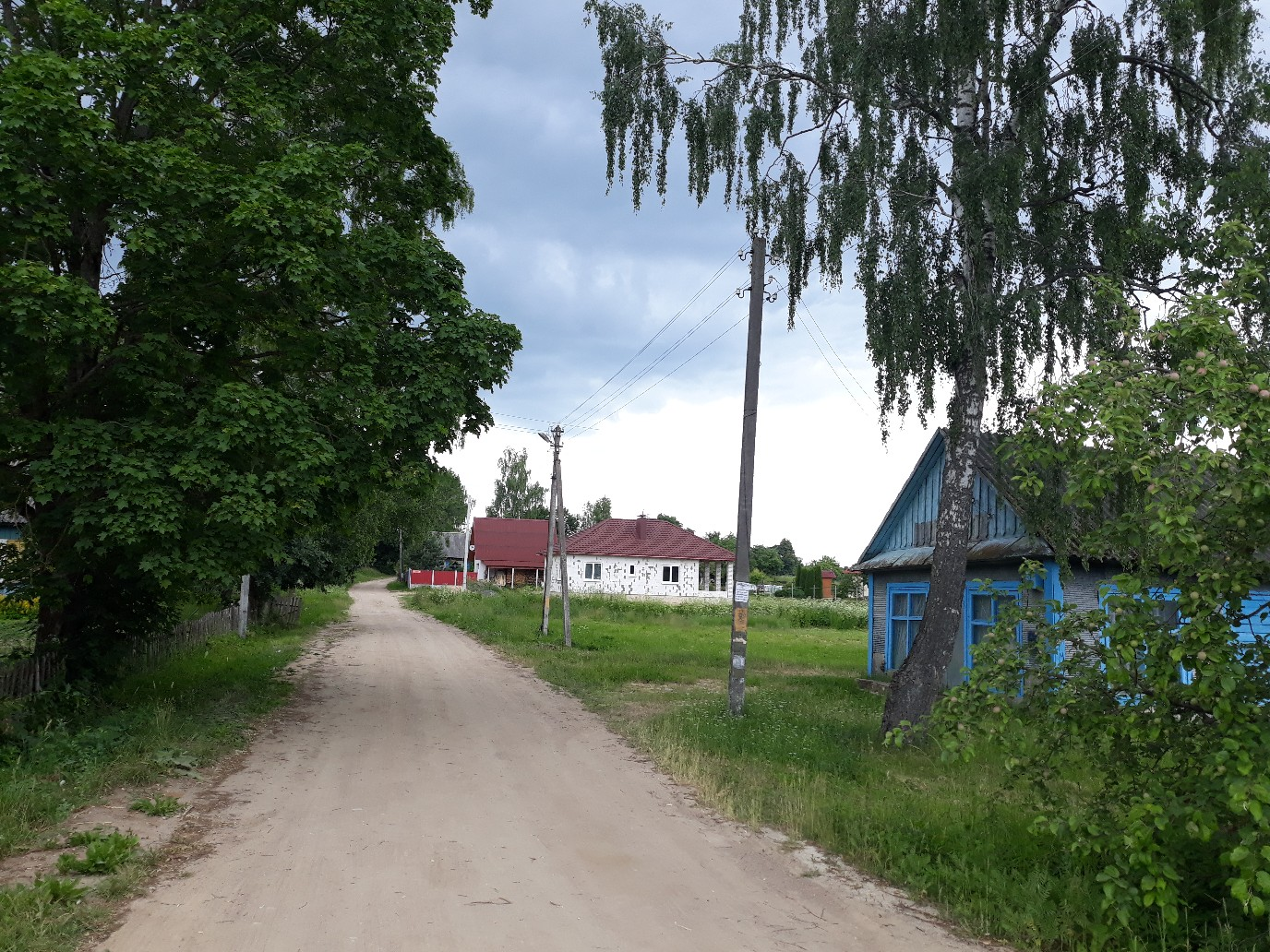
Сельская улица в Поусье

Деревня известна со второй половины XVI века в составе Минского воеводства Великого княжества Литовского. В 1588 году в селе насчитывалось 21 дым, находилось в составе имения Койданово. В 1620 году в Поусье насчитывалось 22 волоки земли. После второго раздела Речи Посполитой в 1793 году — деревня находится в составе Российской империи. В середине XIX века в составе имения Поусье, которое принадлежало помещикам Шатилам. В 1870 году в деревне 66 жителей мужского пола (ревизских душ).
Во второй половине XIX — начале XX века деревня находилась в составе Койдановской волости Минского уезда Минской губернии. В 1886 году в Поусье проживали 172 жителя. В 1897 году (по данным переписи населения) в деревне насчитывается 38 дворов, проживают 220 жителей, также действовал хлебозапасный магазин. Вблизи от деревни находилось одноимённое имение, в котором проживали 16 жителей, где действовала водяная мельница. В 1900 году была открыта земская школа. В 1917 году в деревне насчитывается 52 двора, проживали 337 жителей.
С 20 августа 1924 года деревня в составе Новосадского сельсовета Койдановского района Минского округа, который с 23 марта 1932 году до 14 мая 1936 года являлся польским национальным сельсоветом, с 29 июня 1932 года Койдановский район стал именоваться Дзержинским. 31 июля 1937 года Дзержинский польский национальный район был упразднён, территория сельсовета передана в состав Заславского района. С 20 февраля 1938 года деревня в составе Минской области, с 4 февраля 1939 года в составе восстановленного Дзержинского района. В 1926 году (по данным переписи) в Поусье насчитывалось 63 двора, проживали 298 жителей. Поселок находящийся на верху, именовался "Заречье" в котором проживало 
— 8 дворов и 35 жителей. Впоследствии все было объедено в одно название., т.е. Поусье. 
Работала начальная школа (в 1925 году — 48 учащихся), которая позже была перенесена в фольварок Подгорье. В годы коллективизации был организован колхоз «Пролетарий», который обслуживала Койдановская МТС, работала колхозная кузница.
В Великую Отечественную войну с 28 июня 1941 года по 6 июля 1944 года деревня находилась под немецко-фашистской оккупацией. На фронтах войны погибли 13 жителей деревни Поусье. 
Есть свидетельства о том, что Маковская (фамилия не точна) Зинаида спасла раненного летчика, после чего немцы сожгли ее вместе с домом, а ее ребенок умер немного позже (могила известна).
С 16 июля 1954 году деревня в составе Вертниковского сельсовета, с 8 апреля 1957 года — в составе Демидовичского сельсовета. В 1960 году в деревне проживали 317 жителей. По состоянию на 2009 год деревня в составе УП «Демидовичи».

## Население
| Численность населения (по годам) | Численность населения (по годам) | Численность населения (по годам) | Численность населения (по годам) | Численность населения (по годам) | Численность населения (по годам) | Численность населения (по годам) | Численность населения (по годам) | Численность населения (по годам) |
| 1886                             | 1897                             | 1917                             | 1926                             | 1960                             | 1991                             | 1999                             | 2004                             | 2009                             |
| -------------------------------- | -------------------------------- | -------------------------------- | -------------------------------- | -------------------------------- | -------------------------------- | -------------------------------- | -------------------------------- | -------------------------------- |
| 172                              | ↗236                             | ↗337                             | ↘333                             | ↘317                             | ↘124                             | ↘98                              | ↘75                              | ↘65                              |
| 2017                             | 2018                             | 2020                             | 2022                             |                                  |                                  |                                  |                                  |                                  |
| ↘54                              | ↗57                              | ↘52                              | ↗57                              |                                  |                                  |                                  |                                  |                                  |

## Улицы
В настоящее время (на начало 2020 года) в деревне Поусье насчитывается две улицы: Центральная (бел. Цэнтральная вуліца) и Садовая (бел. Садовая вуліца).